# Ligne 33 du tramway de Bruxelles (1910-1960)
Pour les articles homonymes, voir Ligne 33.
Ne doit pas être confondu avec Ligne de tramway 33 (Bruxelles, 2008).
La ligne 33 est une ancienne ligne de tramway du tramway de Bruxelles qui a fonctionné jusqu'au 12 octobre 1960.

## Histoire
La ligne est supprimée le 12 octobre 1960 et remplacée par une ligne d'autobus sous le même indice[réf. nécessaire],.

## Chanson
Il s'agit de la ligne de tram citée par Jacques Brel dans sa chanson Madeleine.